# オールボー大学
オールボー大学（Aalborg University, AAU）は、デンマークのオールボーに所在する、1974年に設立された国際的な公立大学である。人文科学、社会科学、情報技術、デザイン、工学、医学などの幅広い分野で教育・研究を行っている。また、同大学は、ヨーロッパ圏内のみならず、世界中からの留学生にも門出を開いている。